# Смолячкова, Мария Викторовна
Мария Викторовна Смолячкова (род. 10 февраля 1985 года, Минск, Белорусская ССР) — белорусская метательница молота. Мастер спорта международного класса.

## Биография
Мария Смолячкова начала заниматься лёгкой атлетикой в 10-летнем возрасте, позже определилась со спортивной специализацией. Её тренером стал Виктор Михайлович Шаюнов, тренирующий легкоатлетку и в настоящее время.
Сначала она выступала на городских соревнованиях, затем смогла побить национальный юниорский рекорд по метанию молота и начала участвовать в международных состязаниях. Первым серьёзным успехом спортсменки стало третье место на чемпионате мира среди юниоров в 2001 году.
В настоящее время Смолячкова входит в состав минского «Динамо» и является старшиной спортивной команды внутренних войск МВД Белоруссии.
В январе 2012 года Мария родила дочь.

## Спортивные достижения
- чемпионка мира среди юниоров (2004)
- бронзовый призёр чемпионата мира среди юниоров (2001)
- чемпионка Европы среди молодёжи до 23 лет (2007)
- серебряный призёр чемпионата Европы среди юниоров (2003)
- участница Олимпийских игр 2004 (25 место) и 2008 годов (13 место)